# Sphecomyia
Sphecomyia is een vliegengeslacht uit de familie van de zweefvliegen (Syrphidae).

## Soorten
- S. brevicornis Osten Sacken, 1877
- S. columbiana Vockeroth, 1965
- S. dyari Shannon, 1925
- S. fusca Weisman, 1964
- S. nasica Osburn, 1908
- S. occidentalis Osburn, 1908
- S. pattonii Williston, 1882
- S. vespiformis (Gorski, 1852)
- S. vittatum (Wiedemann, 1830)